# Robert Brown
Robert Brown (Montrose, 21 de dezembro de 1773 — Soho, 10 de junho de 1858) foi um botânico e físico escocês, que se notabilizou como colector na Austrália e no sudeste asiático durante a primeira metade do século XIX. Foi também o descobridor do movimento browniano e realizou estudos pioneiros sobre o núcleo das células vegetais.

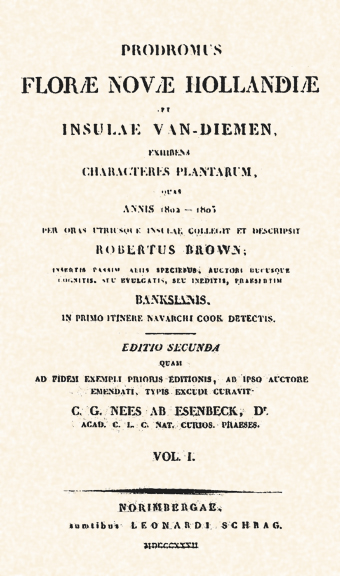
Página de título Prodromus Florae Novae Hollandiae de Robert Brown

## Biografia
Robert Brown estudou medicina, tendo ingressado no Exército Britânico como cirurgião em 1795.
Em dezembro de 1800 Brown aceitou emprego como naturalista a bordo do navio HMS Investigator, sob o comando de Matthew Flinders, então a fazer os preparativos finais para uma viagem de exploração à costa da Austrália. A viagem, que se tornaria histórica pelos seus resultados, destinava-se a fazer o levantamento hidrográfico da costa australiana.
Depois de uma longa e acidentada viagem, o HMS Investigator chegou a King George Sound, naquilo que é hoje a Austrália Ocidental em dezembro de 1801. Durante três anos e meio Brown levou a cabo um intenso trabalho de investigação sobre a vegetação e a composição florística da das regiões da Austrália que visitou, recolhendo cerca de 3 400 espécies, das quais cerca de 2 000 eram então desconhecidas para a ciência. Infelizmente, uma grande parte da sua colecção perdeu-se quando o navio Porpoise, que a transportava com destino a Londres, naufragou em viagem.
Sendo um dos cientistas que acompanharam Flinders em sua viagem histórica, manteve-se a bordo do Investigator em exploração da costa australiana de dezembro de 1801 até terminar o cruzeiro, em junho de 1803, no porto de Sydney. Apesar de acabada a viagem de exploração, Brown optou por permanecer na Austrália até maio de 1805. 
Regressado à Inglaterra em 1805, despendeu os quatro anos seguintes a estudar e organizar a sua colecção de plantas. Durante este período publicou numerosas descrições de novas espécies e géneros: apenas para a região ocidental da Austrália deve-se a Brown a descrição de cerva de 1200 novas espécies. Em 1810 publicou os resultados do seu trabalho sobre a flora australiana na sua famosa obra Prodromus Florae Novae Hollandiae, a primeira descrição sistemática da flora da Austrália.
Neste ano Robert Brown sucedeu a Jonas Carlsson Dryander como bibliotecário de Sir Joseph Banks, e após a morte deste, ocorrida em 1820, herdou a sua biblioteca e herbário. Brown ofereceu-os em 1827 ao British Museum, sendo então nomeado conservador da Banksian Botanical Collection, a colecção de espécimes e de literatura botânica que tinha sido feita por Joseph Banks.
Em 1827, quando examinava ao microscópio uma suspensão aquosa de grãos de pólen e esporos de musgos e de Equisetum, Brown observou que pequenas partículas contidas nos vacúolos  dos grãos de pólen executavam pequenos movimentos aparentemente aleatórios. Intrigado, observou que o mesmo fenómeno ocorria em partículas de pó, o que lhe permitiu concluir que os movimentos não eram devidos a mecanismos biológicos associados ao pólen. Apesar de não ter conseguido encontrar a verdadeira explicação para o fenómeno observado, este passou a designar-se por movimento browniano, em honra do seu descobridor.
Por volta de 1833, Brown descobriu o núcleo celular, sendo o primeiro a descrever a sua presença nas células dos eucariotas.
Depois da divisão do Departamento de História Natural do British Museum em três secções, ocorrida em 1837, Robert Brown exerceu as funções de primeiro conservador do Departamento de Botânica, mantendo-se nesse cargo até à sua morte, ocorrida em Londres, em 10 de junho de 1858. Foi sucedido nas suas funções no British Museum por John Joseph Bennett.
O nome de Robert Brown é lembrado na designação do género de herbáceas australianas Brunonia e por múltiplas espécies, entre as quais o eucalipto Eucalyptus brownii.

## Trabalhos
Apenas o material publicado está listado abaixo.

### Décadas de 1800 e 1810
- Brown, Robert (1801), [treatment of Orthotrichum] - Dickson, James, Fasciculus plantarum cryptogamicarum Britanniae 4: 5–6.
- Brown, Robert (1810), Prodromus florae Novae Hollandiae et Insulae van Diemen.
- Brown, Robert (1810), On the Asclepiadaceae
- Brown, Robert (1810), On the natural order of plants called Proteaceae.
- Brown, Robert (1811), "On the Asclepiadeae, a natural order of plants separated from the Apocineae of Jussieu" - Memoirs of the Wernerian Natural History Society 1
- Brown, Robert (1811) "On the Proteaceae of Jussieu" - Transactions of the Linnean Society of London 10:15–226.
- Aiton, William Townsend (1811–1813), Hortus Kewensis ("2nd edition)
- Brown, Robert (1811), "Some observations on the parts of fructification in mosses" - Transactions of the Linnean Society of London 10
- "On Woodsia, a new genus of ferns" - Transactions of the Linnean Society of London, 11 (1812), pp. 170–174
- * Brown, Robert (1814), "General remarks, geographical and systematical on the botany of Terra Australis" - Flinders, Matthew A voyage to Terra Australis 2
- Brown, Robert (1814), "List of new and rare plants, collected during the years 1805 and 1810, arranged according to the Linnaean system" - Salt, Henry, A voyage to Abyssinia Appendix 4: lxiii–lxv.
- "Some Observations on the natural Family of Plants called Compositæ" - Transactions of the Linnean Society of London, 12 (1816), pp. 76–142
- "On some remarkable Deviations from the usual Structure of Seeds and Fruits" - Transactions of the Linnean Society of London, 12 (1816), pp. 143–151
- Brown, Robert (1818), "Observations on the herbarium collected by Professor Christian Smith" - Tuckey, J. K. Narrative of an expedition to explore the River Zaire
- Brown, Robert (1818), "Characters and descriptions of three new species of plants, found in China by Clarke Abel, Esq." - Abel, Clarke Narrative of a journey in the interior of China
- Brown, Robert (1819), "List of plants collected by the officers etc. - Capt. Ross's voyage on the coasts of Baffin's Bay" - Ross, J. A voyage of discovery made under the orders of the Admiralty, in His Majesty's ships Isabella and Alexander, for the purpose of exploring Baffin's Bay
- Bowdich, T. E. (1819), A mission from Cape Coast Castle to Ashantee.
- Brown, Robert (1819), "Characters and description of Lyellia, a new genus of mosses, with observations on the section of the order to which it belongs" - Transactions of the Linnean Society of London 12
- Brown, Robert (1819), "Prodromus florae Novae Hollandiae et Insulae van-Diemen" (reprint) - Oken, Lorenz (ed.), Isis

### Década de 1820
- Brown, Robert (1820), "Catalogue of plants found in Spitzbergen by Captain Scoresby" - Scoresby, W. An account of the Arctic regions 1
- Brown, Robert (1821), "An account of a new genus of plants, named Rafflesia" - Transactions of the Linnean Society of London 13
- Brown, Robert (1823), "Addendum to Captain Franklin's narrative" - Franklin, J. Narrative of a journey to the shores of the Polar Sea
- Brown, Robert (1823), Chloris Melvilleana.
- Brown, Robert (1824), "A list of plants collected in Melville Island" - Parry, W. E., Journal of a voyage for the discovery of a north-west passage.
- Brown, Robert (1825), Verzeichniss der auf Madeira wildwachsenden Pflanzen - von Buch, Christian Leopold, Physicalishe Beschriebung der Canarischen Inseln.
- Brown, Robert; Nees von Esenbeck, C. G. D (ed., translator) (1825–1834) Robert Brown's Vermischte botanische Schriften
- Brown, Robert (1826), Observations on the structure and affinities of the more remarkable plants collected by the late Walter Oudney, M.D., and Major Denham, and Captain Clapperton, in the years 1822, 1823, and 1824, during their expedition to explore Central Africa.
- Denham, Dixon and Clapperton, Hugh (1826), Narrative of travels and discoveries in northern and central Africa
- Brown, Robert (1826), Character and description of Kingia
- King, Phillip Parker (1827), Narrative of a survey of the intertropical and western coasts of Australia performed in the years 1818 and 1822
- Brown, Robert; (1827), [German translation of Observations on the structure and affinities of the more remarkable plants collected by the late Walter Oudney, M.D., and Major Denham, and Captain Clapperton, in the years 1822, 1823, and 1824, during their expedition to explore Central Africa] - Linnaea 2:283–344.

- Brown, Robert (1828), "A brief account of microscopical observations made on the particles contained in the pollen of plants" - London and Edinburgh philosophical magazine and journal of science 4 :161-173.

### Década de 1830
- Brown, Robert (1831), "General view of the botany of the vicinity of Swan River" - Journal of the Royal Geographical Society of London, 1 (1831), pp. 17–21.

- Nind, Scott; introduction by Robert Brown (1831), "Description of the Natives of King George's Sound (Swan River Colony) and adjoining Country" - Journal of the Royal Geographical Society of London, 1 (1831), pp. 21–50.

- Brown, Robert (1832), "Remarks on the structure and affinities of Cephalotus" - London and Edinburgh philosophical magazine and journal of science 1 (1832):314:317.

### Décadas de 1840 e 1850
- Brown, Robert (1849) "Botanical appendix" - Sturt, Charles, Narrative of an expedition into central Australia, 2, pp. 66-92
- Brown, Robert (1850) "On the origin and mode of propagation of the Gulf-weed" - Proceedings of the Linnean Society of London, 2, pp. 77-80.
- Brown, Robert (1851) "Some account of Triplosporite, an undescribed Fossil Fruit" - Transactions of the Linnean Society of London, 20, pp. 469-475
- Brown, Robert (1854) "Statement of the services of the late Captain Mathew Flinders" - Nautical magazine and journal of the naval reserve for 1854: 31–33.

### Póstumo
- Brown, Robert; Bennett, John Joseph (ed.) (1866–1868) The miscellaneous botanical works of Robert Brown, Esq., D.C.L., F.R.S..
- Brown, Robert (post.); Trimen, Henry (introd.) (1871), "The botanical history of Angus" - Seemann, Berthold (ed.), Journal of botany, British and foreign 9:321–327.

## Obras sobre Brown

### Obituários e elogios
- Bennett, John Joseph (1858) "Robert Brown D.C.L." - Proceedings of the Royal Society of London 9:527–532.
- Bennett, John Joseph (1858) "[Robert Brown]" - Proceedings of the Linnean Society of London 1855–1863.
- Hooker, Joseph Dalton (1858) "Dr Robert Brown, D.C.L., F.R.S., Foreign Member of the Academy of Sciences of the Institute of France" - Gardener's Chronicle 1858:493–494.
- Hooker, Joseph Dalton (1858) "The late Robert Brown, L.L.D., F.R.S., &c." - Gardener's Chronicle 1858:701, 732–733.
- von Martius, Carl Friedrich Philipp (1859) "Robert Brown. Eine akademishe Denkrede" - Flora 42:10–15, 25–31.
- von Martius, Carl Friedrich Philipp; Henfrey, A. (translator) (1859) "Robert Brown, an eloge" - Annals and Magazine of Natural History 3(3):321–331.
- Murchison, R. I. (1859), "Obituary. Robert Brown" - Journal of the Royal Geographical Society 29:cxv–cxix.
- Hooker, Joseph Dalton (1890) "Eulogium on Robert Brown" - Proceedings of the Linnean Society of London 1887–1888:54–67.

### Outras obras biográficas
- "Brown, Robert (3)," - Alumni Oxonienses: the Members of the University of Oxford, 1715-1886, by Joseph Foster, London: Parker and Co. (1888–1892) - 4 vols.
- Balfour, John Hutton (1860), "I. Biographical Sketch of the late Robert Brown" - Botanical Journal of Scotland 6(1-4):118-128.
- "Brown, Robert (1773-1858)," - Dictionary of National Biography, 1885-1900, London: Smith, Elder, & Co. (1885–1900) - 63 vols.
- Anonymous (1888), "Montrose celebrities: Robert Brown - Sunnyside Chronicle 1:138–141.
- Carruthers, William (1896), "The Robert Brown memorial" - Journal of botany, British and foreign 34:26–29.
- "Brown, Robert," - Encyclopædia Britannica (11th ed., 1911)
- Farmer, John Bretland (1913), "Robert Brown 1773—1858" - Oliver, Francis Wall (ed.), Makers of British botany: 108–125.

- Ardagh, John (1928) "Portraits and memorials of Robert Brown of the British Museum" - Natural history magazine 1: 158–162.

- Giblin, Ronald Worthy (1929) "Flinders, Baudin and Brown at Encounter Bay" - Papers and Proceedings of the Royal Society of Tasmania 1929:1–6.
- Giblin, Ronald Worthy (1929) "Robert Brown at Port Dalrymple" - Papers and Proceedings of the Royal Society of Tasmania 1929:25–32.

- Savage, Spencer (1932), "Robert Brown as an official of the Linnean Society" - Proceedings of the Linnean Society of London 144: 38–42.

- Serle, Percival (1949), "Brown, Robert (1773-1858)" - Dictionary of Australian Biography.

- Rupp, Herman Montague Rucker (1950), "Robert Brown, a brief memoir" - Australian orchid review '15:110.

- Willis, J. H.; Skewes, C. I. (1955), "Robert Brown's Bass Strait journal of April/May 1802" - Muelleria 1: 46–50.

- Osborn, Theodore George Bentley (1958), "Robert Brown (1773–1858)" - Australian Journal of Science 21:127–130.

- Burbidge, Nancy Tyson (1966), "Brown, Robert (1773 - 1858)" - Australian Dictionary of Biography 1: 166-167.

- Stearn, William (1970), "Brown, Robert" - Gillespie, C. C. (ed.) Dictionary of scientific biography 2: 516–523.

- Stearn, William (1977), "Robert Brown" - Brunonia 1:1–7.

- Mabberley, David (1981), "Robert Brown of the British Museum: some ramifications" inJournal of the Society for the Bibliography of Natural History 1:101–109.

- Mabberley, David (1985), Jupiter botanicus: Robert Brown of the British Museum.

### Trabalhos sobre as contribuições científicas de Brown
- Britten, James (1904), "R. Brown's list of Madeira plants" - Journal of botany, British and foreign 42:1–8, 29–46, 175–182, 197–200.
- Britten, James (1907), "Robert Brown's 'Prodromus'" - Journal of botany, British and foreign 45:246–248.
- Britten, James (1922), "Robert Brown and the 'Monthly Magazine'" - Journal of botany, British and foreign 60:177–184.
- Kinnear, Norman Boyd (1932), "Robert Brown's zoological collections" - Proceedings of the Linnean Society of London 144:36–38.
- Stephenson, J. (1932), "Robert Brown's discovery of the nucleus in relation to the history of cell theory" - Proceedings of the Linnean Society of London 144: 45–54.

- Ramsbottom, John (1932), "Centenary of Robert Brown's discovery of the nucleus" - Journal of botany, British and foreign 70:13–16.

- Ramsbottom, John (1932), "Robert Brown: botanicorum facile princeps" - Proceedings of the Linnean Society of London 144:17–36

- Polunin, Nicholas; Clokie, H. (1945), "Robert Brown (1773-1858) and 'Brownian movement'" - Chemistry and Industry 22:172-3.

- Burbidge, Nancy Taylor (1956) "Robert Brown's Australian collecting localities" - Proceedings of the Linnean Society of New South Wales 80:229–233.

- Green, J. H. S. (1958), "Robert Brown (1773–1858) and the Brownian movement" - Research 11:290–291.

- Kerr, R. (1964) "The sharp eyes of Robert Brown" - Australian Orchid Review 29:16–19, 124–127.

- Brush, Stephen G. (1967) "A history of random processes" - Archive for History of Exact Sciences 5(1):1-36.

- Rourke, J. P. (1974), "Robert Brown at the Cape of Good Hope" - Journal of South African Botany 40: 47–60.

- Edwards, Phyllis (1976) "Robert Brown (1773–1858) and the natural history of Matthew Flinders' voyage - H.M.S. Investigator, 1801–1805" - Journal of the Society for the Bibliography of Natural History 7:385–407.